# Andy Pelmard
Andy Joseph Pelmard (Niza, 12 de marzo del 2000), más conocido como Andy Pelmard, es un futbolista francés que juega de defensa en el Clermont Foot 63 de la Ligue 2.

## Trayectoria
Hizo su debut profesional con el O. G. C. Niza, en la Ligue 1, el 23 de febrero de 2019 frente al Amiens S. C. En 2021 fue cedido al F. C. Basilea, que adquirió sus derechos un año más tarde.  En 2023 fue traspasado al Clemont Foot 63.
En la temporada 2024-25 fue cedido al U. S. Lecce. En diciembre de ese año se vio implicado en un incidente de tráfico, y dejó el club italiano para ser cedido, desde enero de 2025, a la U. D. Las Palmas hasta final de temporada.

## Selección nacional
Pelmard fue internacional sub-17 y sub-18 con la selección de fútbol de Francia. Con la sub-17 disputó el Campeonato Europeo Sub-17 de la UEFA 2017 y la Copa Mundial de Fútbol Sub-17 de 2017.

## Clubes
| Club                      | País    | Año       |
| ------------------------- | ------- | --------- |
| O. G. C. Niza II          | Francia | 2017-2019 |
| O. G. C. Niza             | Francia | 2019-2022 |
| F. C. Basilea (cedido)    | Suiza   | 2021-2022 |
| F. C. Basilea             | Suiza   | 2022-2023 |
| Clermont Foot 63          | Francia | 2023-     |
| U. S. Lecce (cedido)      | Italia  | 2024-2025 |
| U. D. Las Palmas (cedido) | España  | 2025      |